# 이태원 클라쓰
《이태원 클라쓰》는 광진 작가가 의해 다음웹툰에서 매주 화요일에 연재했던 대한민국의 웹툰이다. 2017년 1월 3일에 연재를 시작하여 2018년 5월 22일에 완결되었다.
카카오페이지와 다음웹툰을 합산하여, 누적 독자수가 1천만명과 누적 조회수는 3억여건, 평점은 9.9점을 인기를 누렸다가, 원작 드라마 화제성이 높은 시청률을 기록했다.

## 줄거리
불합리한 세상 속, 고집과 객기로 뭉친 청춘들의 '힙'한 반란이 시작된다. 세계를 압축해 놓은 듯한 이태원. 이 작은 거리, 각자의 가치관으로 자유를 쫓는 그들의 창업 신화 <이태원 클라쓰>.

## 등장 인물

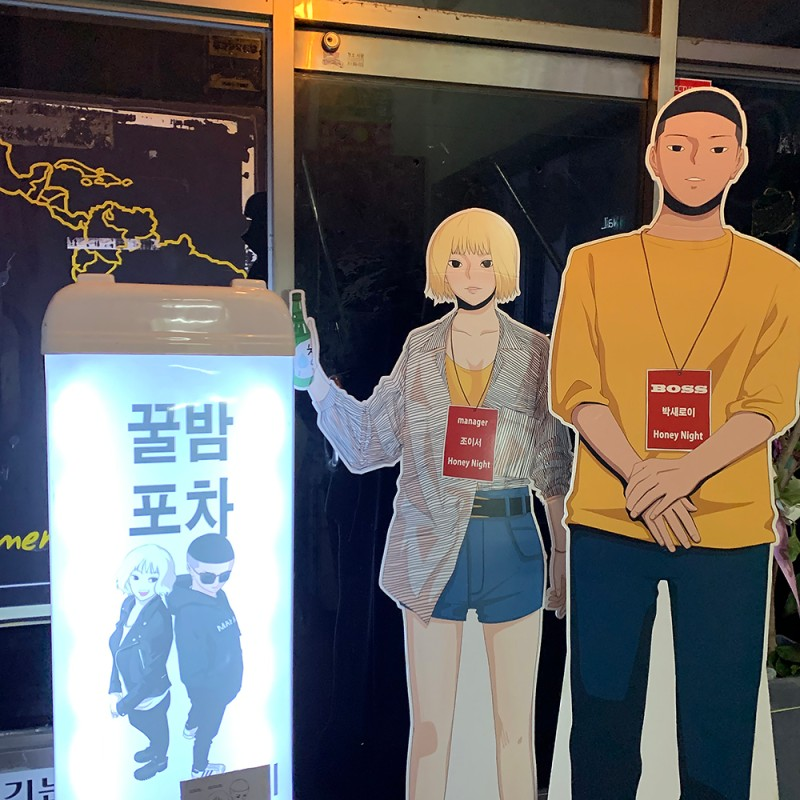
꿀밤포차 (맨오른쪽에 주인공 박새로이)

### 주요 인물
- 박새로이

유년 → 고등학생(19세) → 교도소 수용자(19~20,22세) → 출소 및 노동자(22세) → 꿀밤 사장(29~30세) → (주)I.C 사장(37세)
- 조이서[10][11]

유년 → 고등학생(19세) → 꿀밤 매니저(20세) → (주)I.C 이사(27세)
- 마현이[15]

꿀밤 직원 ↔ (주)I.C
- 최승권

구치소 수용자 → 꿀밤 직원 ↔ (주)I.C
- 오수아

고등학생(19세) → 대학생(22세) → 장가그룹 전략기획팀장(29~30세) → 장가그룹 부장(37세) → 백수(?)
- 장근수[19]

고등학생(19세) → 단밤 직원(20세) → 장가그룹 상무(20세) → 장가그룹 상무(27세)
- 장근원[21]

고등학생(19세) → 장가그룹 상무(29~30세) → 교도소 수용자(30,37세) → 출소자(37세) → 교도소 수용자(37세)
- 장대희

포장마차 장사꾼 → 장가그룹 창립자 → 장가그룹 회장
- 강민정

장가그룹 전무 → 장가그룹 이사 ↔ (주)I.C 동업자

### 그외 인물
- 이호진

고등학생(19세) → 대학생(22세) → 펀드매니저(29~30세) → (주)I.C 동업자(37세)
- 오병헌

경찰관 형사 → 축산업 사장
- 오혜원[27]
- 검사[28]
- 구범수[29]
- 조이랑[30]

### 기타
- 박서로[31]

## 에피소드
본 시리즈는 1부와 2부, 3부, 특별판 등의 구성한다.
| 부            | 부제 이름                  | 일자             | 일자            | 비고                          |          |
| 부            | 부제 이름                  | 다음 웹툰        | 카카오페이지    | 비고                          |          |
| 프롤로그      | 프롤로그                   | 프롤로그         | 프롤로그        | 프롤로그                      | 프롤로그 |
| ------------- | -------------------------- | ---------------- | --------------- | ----------------------------- | -------- |
| 1부           | 1화 박새로이               | 2017년 1월 3일   | 2018년 9월 14일 | 박새로이, 오수아, 장근원 등장 |          |
| 1부           | 2화 소신                   | 2017년 1월 3일   | 2018년 9월 14일 | 장대희 등장                   |          |
| 1부           | 3화 18 And Life            | 2017년 1월 3일   | 2018년 9월 14일 | [ 7 ]                         |          |
| 1부           | 4화 아버지                 | 2017년 1월 3일   | 2018년 9월 14일 |                               |          |
| 1부           | 5화 So Sad                 | 2017년 1월 3일   | 2018년 9월 14일 |                               |          |
| 1부           | 6화 더 세게 쳐봐라         | 2017년 1월 3일   | 2018년 9월 14일 | [ 8 ]                         |          |
| 1부           | 7화 목적의식               | 2017년 1월 10일  | 2018년 9월 14일 | [ 8 ]                         |          |
| 1부           | 8화 이태원 프리덤          | 2017년 1월 17일  | 2018년 9월 14일 | 3년 후                        |          |
| 1부           | 9화 GRAND OPENING          | 2017년 1월 24일  | 2018년 9월 14일 | 7년 후                        |          |
| 1부           | 10화 타락천사              | 2017년 1월 31일  | 2018년 9월 14일 | 조이서, 장근수 등장.          |          |
| 1부           | 11화 자석                  | 2017년 2월 7일   | 2018년 9월 14일 |                               |          |
| 1부           | 12화 만나다                | 2017년 2월 14일  | 2018년 9월 14일 |                               |          |
| 1부           | 13화 Tired                 | 2017년 2월 21일  | 2018년 9월 14일 |                               |          |
| 1부           | 14화 내가 제일 잘 나가     | 2017년 2월 28일  | 2018년 9월 14일 |                               |          |
| 1부           | 15화 난장 (1)              | 2017년 3월 7일   | 2018년 9월 14일 | 최승권, 마현이 등장.          |          |
| 1부           | 16화 난장 (2)              | 2017년 3월 14일  | 2018년 9월 14일 |                               |          |
| 1부           | 17화 난장 (3)              | 2017년 3월 21일  | 2018년 9월 14일 |                               |          |
| 1부           | 18화 난장 (4)              | 2017년 3월 28일  | 2018년 9월 14일 |                               |          |
| 1부           | 19화 난장 (마지막)         | 2017년 4월 4일   | 2018년 9월 14일 |                               |          |
| 1부           | 20화 애송이                | 2017년 4월 11일  | 2018년 9월 14일 |                               |          |
| 1부           | 21화 다이아 보이           | 2017년 4월 18일  | 2018년 9월 14일 |                               |          |
| 2부           | 1화 HERO                   | 2017년 4월 25일  | 2018년 9월 14일 |                               |          |
| 2부           | 2화 정당화                 | 2017년 5월 2일   | 2018년 9월 14일 |                               |          |
| 2부           | 3화 어마어마               | 2017년 5월 9일   | 2018년 9월 14일 |                               |          |
| 2부           | 4화 좋아한다               | 2017년 5월 16일  | 2018년 9월 14일 |                               |          |
| 2부           | 5화 내가                   | 2017년 5월 23일  | 2018년 9월 14일 |                               |          |
| 2부           | 6화 성장통                 | 2017년 5월 30일  | 2018년 9월 14일 |                               |          |
| 2부           | 7화 천군만마               | 2017년 6월 6일   | 2018년 9월 14일 |                               |          |
| 2부           | 8화 이빨                   | 2017년 6월 13일  | 2018년 9월 14일 |                               |          |
| 2부           | 9화 결단                   | 2017년 6월 20일  | 2018년 9월 14일 |                               |          |
| 2부           | 10화 어딜 감히             | 2017년 6월 27일  | 2018년 9월 14일 |                               |          |
| 2부           | 11화 돼                    | 2017년 7월 4일   | 2018년 9월 14일 |                               |          |
| 2부           | 12화 같은 마음             | 2017년 7월 11일  | 2018년 9월 14일 |                               |          |
| 2부           | 13화 선빵                  | 2017년 7월 18일  | 2018년 9월 14일 |                               |          |
| 2부           | 14화 파트너 (1)            | 2017년 7월 25일  | 2018년 9월 14일 |                               |          |
| 2부           | 15화 파트너 (2)            | 2017년 8월 1일   | 2018년 9월 14일 |                               |          |
| 2부           | 16화 이태원 클라쓰         | 2017년 8월 8일   | 2018년 9월 14일 |                               |          |
| 2부           | 17화 What If I Go?         | 2017년 8월 15일  | 2018년 9월 14일 |                               |          |
| 2부           | 18화 사랑한다              | 2017년 8월 22일  | 2018년 9월 14일 |                               |          |
| 2부           | 19화 욕구                  | 2017년 8월 29일  | 2018년 9월 14일 |                               |          |
| 2부           | 20화 다이아 걸             | 2017년 9월 5일   | 2018년 9월 14일 |                               |          |
| 2부           | 21화 참을 수 없는          | 2017년 9월 12일  | 2018년 9월 14일 |                               |          |
| 2부           | 22화 약속                  | 2017년 9월 19일  | 2018년 9월 14일 | [ 22 ]                        |          |
| 2부           | 23화 7 Year                | 2017년 9월 26일  | 2018년 9월 14일 | 7년 후                        |          |
| 2부           | 24화 사람, 신뢰            | 2017년 10월 3일  | 2018년 9월 14일 |                               |          |
| 2부           | 25화 서울 공기             | 2017년 10월 10일 | 2018년 9월 14일 |                               |          |
| 2부           | 26화 비즈니스              | 2017년 10월 17일 | 2018년 9월 14일 |                               |          |
| 3부           | 1화 해피 할로윈            | 2017년 10월 24일 | 2018년 9월 14일 |                               |          |
| 3부           | 2화 고백                   | 2017년 10월 31일 | 2018년 9월 14일 |                               |          |
| 3부           | 3화 바보                   | 2017년 11월 7일  | 2018년 9월 14일 |                               |          |
| 3부           | 4화 마지막 유흥            | 2017년 11월 14일 | 2018년 9월 14일 |                               |          |
| 3부           | 5화 내마음                 | 2017년 11월 21일 | 2018년 9월 14일 |                               |          |
| 3부           | 6화 Kiss me Thru The Phone | 2017년 11월 28일 | 2018년 9월 14일 | [ 14 ]                        |          |
| 3부           | 7화 다이아패밀리 (1)       | 2017년 12월 5일  | 2018년 9월 14일 | [ 14 ]                        |          |
| 3부           | 8화 다이아패밀리 (2)       | 2017년 12월 12일 | 2018년 9월 14일 |                               |          |
| 3부           | 9화 다이아패밀리 (3)       | 2017년 12월 19일 | 2018년 9월 14일 |                               |          |
| 3부           | 10화 끼리끼리              | 2017년 12월 26일 | 2018년 9월 14일 | [ 33 ]                        |          |
| 3부           | 11화 저주 받은 행운        | 2018년 1월 2일   | 2018년 9월 14일 | [ 25 ]                        |          |
| 3부           | 12화 저녁에 만나요         | 2018년 1월 9일   | 2018년 9월 14일 | [ 25 ]                        |          |
| 3부           | 13화 서둘러라              | 2018년 1월 16일  | 2018년 9월 14일 |                               |          |
| 3부           | 14화 예감 좋은 날          | 2018년 1월 23일  | 2018년 9월 14일 |                               |          |
| 3부           | 15화 보고싶다              | 2018년 1월 30일  | 2018년 9월 14일 |                               |          |
| 3부           | 16화 매일매일              | 2018년 2월 6일   | 2018년 9월 14일 | [ 34 ]                        |          |
| 3부           | 17화 배은 망덕             | 2018년 2월 13일  | 2018년 9월 14일 | [ 34 ]                        |          |
| 3부           | 18화 등짝                  | 2018년 2월 20일  | 2018년 9월 14일 | [ 34 ]                        |          |
| 3부           | 19화 업그레이드            | 2018년 2월 27일  | 2018년 9월 14일 |                               |          |
| 3부           | 20화 나체가 말했다         | 2018년 3월 6일   | 2018년 9월 14일 | [ 34 ] [ 35 ]                 |          |
| 3부           | 21화 라스트 카니발 (1)     | 2018년 3월 13일  | 2018년 9월 14일 |                               |          |
| 3부           | 22화 라스트 카니발 (2)     | 2018년 3월 20일  | 2018년 9월 14일 |                               |          |
| 3부           | 23화 라스트 카니발 (3)     | 2018년 3월 27일  | 2018년 9월 14일 |                               |          |
| 3부           | 24화 라스트 카니발 (4)     | 2018년 4월 3일   | 2018년 9월 14일 |                               |          |
| 3부           | 25화 라스트 카니발 (5)     | 2018년 4월 10일  | 2018년 9월 14일 |                               |          |
| 3부           | 26화 라스트 카니발 (6)     | 2018년 4월 17일  | 2018년 9월 14일 |                               |          |
| 3부           | 27화 세상 무엇보다         | 2018년 4월 24일  | 2018년 9월 14일 |                               |          |
| 3부           | 28화 천적                  | 2018년 5월 1일   | 2018년 9월 14일 |                               |          |
| 3부           | 29화 시작과 끝             | 2018년 5월 8일   | 2018년 9월 14일 |                               |          |
| 3부           | 30화 장사꾼                | 2018년 5월 15일  | 2018년 9월 14일 | [ 23 ] [ 26 ] [ 36 ]          |          |
| 3부           | 최종화 행복                | 2018년 5월 22일  | 2018년 9월 14일 |                               |          |
| 에필로그      |                            |                  |                 |                               |          |
| 특별판 1화    | 특별판 1화                 | 2020년 1월 31일  | 빈칸            | 박서로 등장                   |          |
| 특별판 2화    | 특별판 2화                 | 2020년 2월 7일   | 빈칸            |                               |          |
| 특별판 3화    | 특별판 3화                 | 2020년 2월 14일  | 빈칸            |                               |          |
| 특별판 4화    | 특별판 4화                 | 2020년 2월 21일  | 빈칸            |                               |          |
| 특별판 최종화 | 특별판 최종화              | 2020년 2월 28일  | 빈칸            |                               |          |

## 가공의 등장물
- 꿀밤(HONEY NIGHT) : 박새로이가 창업한 호프집 가게[37]
- 장가(張家) : 장대희가 창립한 외식 기업[38]
- 주식회사 I.C(Corporation I.C[39]) :  박새로이, 조이서, 최승권, 마현이가 창립한 외식 기업.[40]
- 광진고등학교 : 남녀공학 고등학교 - 박새로이, 오수아, 장근원, 이호진이 다니는 고등학교.[41]
- 민정고등학교 : 남녀공학 고등학교 - 조이서, 장근수가 다니는 고등학교.[42]
- 최강포차 : 요리 경연 프로그램 - 마현이가 참가자로 출연해 결승 진출한 프로그램.[43]

## 단행본
영컴에서 나온 《이태원 클라쓰》의 단행본은 8권으로 편집되어 나왔다.
- 《이태원 클라쓰》 1권 (프롤로그, 1 ~ 9화) ISBN 9791185193649
- 《이태원 클라쓰》 2권 (10 ~ 18화) ISBN 9791185193861
- 《이태원 클라쓰》 3권 (19 ~ 28화) ISBN 9791185193977
- 《이태원 클라쓰》 4권 (29 ~ 39화) ISBN 9791162790021
- 《이태원 클라쓰》 5권 (40 ~ 50화) ISBN 9791162790076
- 《이태원 클라쓰》 6권 (51 ~ 61화) ISBN 9791162790205
- 《이태원 클라쓰》 7권 (62 ~ 70화) ISBN 9791162790311
- 《이태원 클라쓰》 8권 (71 ~ 78화, 에필로그) ISBN 9791162790380

## 드라마화
- JTBC 《이태원 클라쓰》 (실사판, 2020년)

## OST
다음은 오리지널 사운드트랙(OST) 싱글 앨범에 포함된 곡들이며, 정렬기준은 출시 순입니다.
| #            | 제목                             | 작사         | 작곡         | 재생 시간 |
| ------------ | -------------------------------- | ------------ | ------------ | --------- |
| 1.           | 〈새로이(Prod. Viann)〉 (하현우) | 하현우       | 비앙, 비와이 | 3:23      |
| 2.           | 〈돌덩이〉                       | 하현우       |              |           |
| 총 재생 시간 | 총 재생 시간                     | 총 재생 시간 | 총 재생 시간 | 2:23      |

## 참고 사항
- 웹툰 완결 이후에는 실제 이태원 근처에 꿀밤(HONEY NIGHT) 위치해있다.[44][45]
- 2017년에 롯폰기 중심 배경으로 각색한, 《롯폰기 클라쓰》라는 제목으로 일본에 수출하였다.
- 2020년 3월 7일에 발매된 비와이가 부른 "새로이"의 음원 발표되었다.

## 같이 보기
- 미생
- 은밀하게 위대하게
- 신과 함께
- 장산범